# Acartauchenius mutabilis
Acartauchenius mutabilis é uma espécie de aranhas da família Linyphiidae encontradas na Argélia, Marrocos e na Tunísia. Foi descrita pela primeira vez em 1967.